# Varmahang
Varmahang (persiska: وَرمَهَنگ, ورمهنگ) är en ort i Iran.   Den ligger i provinsen Kurdistan, i den nordvästra delen av landet, 400 km väster om huvudstaden Teheran. Varmahang ligger 1 425 meter över havet och antalet invånare är 987.
Terrängen runt Varmahang är kuperad åt nordväst, men åt sydost är den platt. Runt Varmahang är det ganska tätbefolkat, med 185 invånare per kvadratkilometer. Närmaste större samhälle är Kāmyārān, 4,6 km öster om Varmahang. Trakten runt Varmahang består till största delen av jordbruksmark.